# Stephania dinklagei
Stephania dinklagei är en tvåhjärtbladig växtart som först beskrevs av Adolf Engler, och fick sitt nu gällande namn av Friedrich Ludwig Diels. Stephania dinklagei ingår i släktet Stephania och familjen Menispermaceae. Inga underarter finns listade i Catalogue of Life.